# Una notte in drogheria
Una notte in drogheria (Goofy Groceries) è un film del 1941 diretto da Robert Clampett. È un cortometraggio d'animazione della serie Merrie Melodies, uscito negli Stati Uniti il 29 marzo 1941.

## Trama
Una notte d'inverno, in una drogheria, le mascotte sulle etichette dei prodotti alimentari prendono vita ed eseguono vari numeri di canto e danza, presentati dal coniglio Jack Bunny (parodia di Jack Benny) e diretti da uno straccio per i piatti con le sembianze di Leopold Stokowski. Nel frattempo, un gorilla esce da una scatola di biscotti a forma di animali ringhiando, e tenta di rapire una delle "Tomato Can Can Dancers" (barattoli di pomodoro che ballano il cancan); Jack se ne accorge e cavalca un flacone di "horse radish" (ovvero cren) mentre un esercito di di oggetti e animali usciti dalle confezioni e dalle loro etichette attacca il gorilla, che si difende con una candela romana distruggendo anche il flacone di cren che Jack sta cavalcando. Jack quindi prende un'ascia dall'etichetta di una scatola di ciliegie ricoperte di cioccolato e corre verso il gorilla, che spara all'ascia con la candela facendola rimpicciolire. Mentre Jack sfoggia un sorriso imbarazzato e si mette all'angolo, mentre il gorilla accende un candelotto di dinamite. Il primate viene però richiamato dalla madre, che lo rende mansueto e lo riporta nella scatola rimproverandolo e chiamandolo Henry (una citazione della sitcom radiofonica The Aldrich Family). Jack tira un sospiro di sollievo ma si rende conto di avere ancora in mano la dinamite, che esplode lasciandolo in blackface; egli quindi imita Eddie "Rochester" Anderson dicendo "Oh mio Dio, grigio spia!".

## Distribuzione

### Edizione italiana
L'edizione italiana del film fu trasmessa direttamente in televisione nei primi anni 2000. Il doppiaggio fu eseguito dalla Time Out Cin.ca e diretto da Massimo Giuliani. Non essendo stata registrata una colonna internazionale, fu sostituita la musica presente durante i dialoghi.

### Edizioni home video

#### Laserdisc
- The Golden Age of Looney Tunes Vol. 2 (1º luglio 1992)

#### DVD
Il corto fu pubblicato in DVD-Video in America del Nord nel secondo disco della raccolta Looney Tunes Golden Collection: Volume 3 (intitolato Hollywood Caricatures and Parodies) distribuita il 15 ottobre 2005.